# Argentine aux Jeux olympiques d'hiver de 1984
L'équipe olympique d'Argentine a participé aux Jeux olympiques d'hiver de 1984 à Sarajevo en Yougoslavie. Elle prit part aux Jeux olympiques d'hiver pour la onzième fois de son histoire et son équipe formée de dix-huit athlètes ne remporta pas de médaille.

## Délégation
Le tableau suivant montre le nombre d'athlètes argentins dans chaque discipline :
| Sport       | Hommes | Femmes | Total |
| ----------- | ------ | ------ | ----- |
| Ski Alpin   | 5      | 5      | 10    |
| Ski de fond | 5      | 0      | 5     |
| Biathlon    | 3      | 0      | 3     |
| Total       | 13     | 5      | 18    |

## Résultats

### Ski alpin
Hommes
| Athlète             | Epreuve      | Manche 1      | Manche 1 | Manche 2      | Manche 2 | Total         | Total |
| Athlète             | Epreuve      | Temps         | Rang     | Temps         | Rang     | Temps         | Rang  |
| ------------------- | ------------ | ------------- | -------- | ------------- | -------- | ------------- | ----- |
| Américo Astete      | Descente     |               |          |               |          | 2 min 01 s 60 | 54    |
| Enrique de Ridder   | Descente     |               |          |               |          | 1 min 59 s 76 | 52    |
| Nicolas van Ditmar  | Descente     |               |          |               |          | 1 min 58 s 86 | 49    |
| Jorge Birkner       | Descente     |               |          |               |          | 1 min 54 s 92 | 45    |
| Nicolas van Ditmar  | Slalom Géant | DNF           | –        | –             | –        | DNF           | –     |
| Enrique de Ridder   | Slalom Géant | 1 min 38 s 49 | 53       | 1 min 41 s 33 | 53       | 3 min 19 s 82 | 52    |
| Jorge Birkner       | Slalom Géant | 1 min 33 s 82 | 48       | 1 min 34 s 18 | 45       | 3 min 08 s 00 | 46    |
| Fernando Enevoldsen | Slalom Géant | 1 min 33 s 82 | 48       | 1 min 34 s 45 | 46       | 3 min 08 s 27 | 47    |
| Fernando Enevoldsen | Slalom       | DSQ           | –        | –             | –        | DSQ           | –     |
| Américo Astete      | Slalom       | 1 min 04 s 90 | 42       | DNF           | –        | DNF           | –     |
| Nicolas van Ditmar  | Slalom       | 1 min 02 s 30 | 39       | 58 s 18       | 24       | 2 min 00 s 48 | 24    |
| Jorge Birkner       | Slalom       | 1 min 00 s 85 | 37       | 55 s 70       | 19       | 1 min 56 s 55 | 22    |

Femmes
| Athlète                 | Epreuve      | Manche 1      | Manche 1 | Manche 2      | Manche 2 | Total         | Total |
| Athlète                 | Epreuve      | Temps         | Rang     | Temps         | Rang     | Temps         | Rang  |
| ----------------------- | ------------ | ------------- | -------- | ------------- | -------- | ------------- | ----- |
| Teresa Bustamante       | Descente     |               |          |               |          | 1 min 21 s 62 | 30    |
| Geraldina Bobbio        | Slalom Géant | 1 min 21 s 90 | 48       | 1 min 25 s 61 | 41       | 2 min 47 s 51 | 41    |
| Gabriela Angaut         | Slalom Géant | 1 min 19 s 63 | 47       | 1 min 23 s 53 | 40       | 2 min 43 s 16 | 40    |
| Magdalena Birkner       | Slalom Géant | 1 min 17 s 64 | 46       | 1 min 22 s 06 | 39       | 2 min 39 s 70 | 39    |
| Teresa Bustamante       | Slalom Géant | 1 min 15 s 33 | 44       | 1 min 18 s 86 | 36       | 2 min 34 s 19 | 36    |
| Gabriela Angaut         | Slalom       | DSQ           | –        | –             | –        | DSQ           | –     |
| Magdalena Saint Antonin | Slalom       | DNF           | –        | –             | –        | DNF           | –     |
| Teresa Bustamante       | Slalom       | DNF           | –        | –             | –        | DNF           | –     |
| Magdalena Birkner       | Slalom       | 56 s 36       | 23       | 58 s 39       | 18       | 1 min 54 s 75 | 18    |

### Biathlon
Hommes
| Épreuve      | Athlète          | Pénalité 1 | Temps         | Rang |
| ------------ | ---------------- | ---------- | ------------- | ---- |
| 10 km Sprint | Víctor Figueroa  | 5          | 41 min 04 s 2 | 61   |
| 10 km Sprint | Luis Ríos        | 4          | 40 min 36 s 5 | 60   |
| 10 km Sprint | Osccar di Lovera | 3          | 40 min 25 s 7 | 59   |

| Épreuve | Athlète         | Temps             | Manquées | Temps ajusté 2    | Rang |
| ------- | --------------- | ----------------- | -------- | ----------------- | ---- |
| 20 km   | Luis Ríos       | 1 h 32 min 17 s 9 | 10       | 1 h 42 min 17 s 9 | 58   |
| 20 km   | Víctor Figueroa | 1 h 27 min 02 s 3 | 7        | 1 h 34 min 02 s 3 | 55   |

1Une boucle de pénalité 150 mètres par cible manquée doit être parcourue.

2Une minute ajoutée par cible manquée.

### Ski de fond
Hommes
| Epreuve | Athlète              | Course            | Course |
| Epreuve | Athlète              | Temps             | Rang   |
| ------- | -------------------- | ----------------- | ------ |
| 15 km   | Martín Pearson       | 54 min 50 s 0     | 76     |
| 15 km   | Ricardo Holler       | 54 min 34 s 6     | 75     |
| 15 km   | Julio Moreschi       | 52 min 19 s 1     | 73     |
| 15 km   | Norberto von Baumann | 52 min 08 s 9     | 72     |
| 30 km   | Alejandro Baratta    | 2 h 09 min 33 s 1 | 68     |
| 30 km   | Ricardo Holler       | 2 h 02 min 00 s 4 | 67     |
| 50 km   | Ricardo Holler       | 3 h 05 min 41 s 2 | 50     |

Relais 4 × 10 km homme
| Athlètes                                                             | Course            | Course |
| Athlètes                                                             | Temps             | Rang   |
| -------------------------------------------------------------------- | ----------------- | ------ |
| Julio Moreschi Norberto von Baumann Ricardo Holler Alejandro Baratta | 2 h 27 min 07 s 1 | 16     |